# Ліцинія Пріма
Ліцинія Пріма (*Licinia Prima, до 113 до н. е. — після 69 до н. е.) — давньоримська матрона, красномовець часів Римської республіки.

## Життєпис
Походила з роду нобілів Ліциніїв Крассів. Донька Луція Ліцинія Красса, консула 95 року до н. е., та муції (доньки Квінта Муція Сцеволи). Вийшла заміж за Публія Корнелія Сципіона Назіки, претора 93 року до н. е. Мала 2 синів.
Водночас відзначалася видатними здібностями красномовця, на що вказував Марк Туллій Цицерон. Уроки цього мистецтва брала у свого батька, відомого красномовця та адвоката Римської республіки. Остання згадка про Ліцинію датується 69 роком до н. е.

## Родина
Чоловік — Публій Корнелій Сципіон Назіка, претор 93 року до н. е.
Діти:
- Квінт Цецилій Метелл Пій Сципіон Назіка, консул 52 року до н. е.
- Луцій Ліциній Красс Сципіон